# حمالة (لباس)
الحِمالة أو النجاد هي حزام يرتدى على كتف واحد وعادة ما تستخدم لحمل سلاح (عادة سيف) أو أي أداة أخرى مثل بوق النفير أو الطبل.